# ₩
₩（Won sign）為朝鲜半岛通货单位“圆”的符号（在韓國有作中間一橫線），包括韓圓（KRW）和朝鮮圓（KPW）。韩国及朝鲜兩國目前正在使用这个符号。
在一些小说中，这个记号同样被使用：
- Woolong，星际牛仔中虚构的货币；
- Kinzcash，線上遊戲Webkinz的虚拟货币。

## 计算机输入
分隔符("\")在韩文Microsoft Windows操作系统中通常显示为"₩", 因为"₩"符号在代码页949中的代码(0x5C)与反斜杠“\”符号在ASCII中的代码相同。

## 编码
Unicode编码为U+20A9 朝鲜元符号₩ （HTML代码: ₩ ）；
此外，这里还有一个编号为U+FFE6 的全角朝鲜元符号￦ （HTML代码: ￦ ），通过这个代码可以使用宽字体。